# Nuclear Deterrence Operations Service Medal
La Nuclear Deterrence Operations Service Medal (en français Médaille de service des opérations de dissuasion nucléaire, en abrégé NDOSM) est une médaille militaire de service de l'Armée de l'Air (United States Air Force) et de l'Armée de l'Espace des États-Unis (United States Space Force) établie le 27 mai 2014. Cette médaille récompense les services rendus par les personnels de différents domaines professionnels qui ont servi dans des unités impliquées dans des opérations de dissuasion nucléaire stratégique nationale. Les officiers et les soldats de la Force aérienne régulière, de la Force spatiale régulière, de la Réserve de l'Armée de l'Air (Air Force Reserve Command) et de la Garde Nationale de l'Air (Air National Guard) sont éligibles pour cette médaille. Le service éligible est rétroactif au 26 décembre 1991.

## Contexte
La création de la médaille du service des opérations de dissuasion nucléaire a été annoncée par la secrétaire à la Force aérienne  Deborah Lee James le 27 mai 2014. Le moment de l'annonce de la médaille était très proche de celui de l'annonce des efforts en cours du Air Force Global Strike Command pour améliorer et réformer les domaines de carrière liés à la capacité nucléaire et aux missiles balistiques intercontinentaux (InterContinental Ballistic Missile - ICBM). La création de cette médaille fait partie d'une approche à multiples facettes visant à attirer et à retenir du personnel de haut niveau dans les domaines de carrière des opérations nucléaires et de missiles. L'idée de cette médaille a circulé au sein de l'armée de l'air pendant quelques années avant d'être approuvée, avec la confirmation dès 2011 que des travaux étaient en cours pour mettre au point cette récompense.

## Critères
La Nuclear Deterrence Operations Service Medal peut être décernée au personnel d'active, de réserve et de la garde nationale pour les services rendus à l'appui des opérations de dissuasion nucléaire de l'US Air Force et de l'US Space Force du 26 décembre 1991 jusqu'à une date à déterminer. Pour être éligible, le personnel doit avoir été affecté à l'entreprise nucléaire et avoir exercé des fonctions dans l'un des domaines suivants, y compris tous les aviateurs affectés aux ailes de missiles et de bombes nucléaires, quel que soit leur domaine de carrière,:
- Opérations nucléaires
- Installations de stockage d'armes nucléaires
- Commandement, contrôle et communication nucléaires (NC3)
- Sécurité
- Transport
- Entretien et maintenance
- Gestion/maintenance des installations
- Exploitation d'aéronefs certifiés nucléaires
- Élimination des explosifs et munitions
- Gestion du programme de fiabilité du personnel de l'installation

La durée de service requise pour être éligible à la médaille du service des opérations de dissuasion nucléaire est de 120 jours consécutifs ou 179 jours non consécutifs attachés, déployés, affectés ou mobilisés à une unité soutenant la mission de dissuasion nucléaire. Une fois que le commandant de l'escadron individuel a certifié que les conditions d'obtention de la médaille sont remplies, le commandant du groupe peut approuver l'attribution de la médaille. Les récompenses ultérieures ne peuvent être obtenues qu'en accomplissant le même service et en remplissant les mêmes conditions après un changement de poste permanent par rapport à la dernière affectation au cours de laquelle la médaille a été obtenue.

### "N" Device

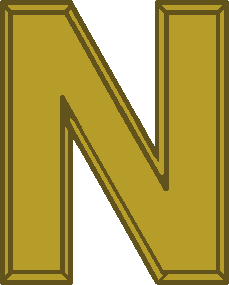
Insigne "N" tel qu'il est porté sur le ruban

Certaines personnes peuvent être récompensées pour leur service par l'attribution d'un gold "N" device (insigne "N" doré) à attacher aux rubans de suspension et de service de la médaille. Conformément à l'AFI 36-2803, paragraphe A2.4.2.3.3, cet insigne sera porté par les aviateurs qui :
A) ont été envoyés dans un complexe de missiles pendant 179 jours non consécutifs pour soutenir directement les opérations de missiles balistiques intercontinentaux et ont exercé des fonctions dans l'un des codes de spécialité de l'armée de l'air (Air Force Specialty Code - AFSC) suivants:
- Maintenance des missiles (21MX, 2M0XX)
- Munitions et armes (2W0XX, 2W1XX, 2W2XX)
- Forces de sécurité (31PX, 3P0XX)
- Maintenance des aéronefs tactiques (2A3X3) (lorsque les fonctions comprennent la maintenance d'aéronefs à charge nucléaire)
- Gestionnaires d'installations de missiles (8S000)
- Services (3M0X1)
- Combustibles (2F0XX)
- Transports (2T1XX, 2T3XX)
- Génie civil (32EX, 3EXXX)
- Soutien au cyberespace (3D1X1, 3D1X2, 3D1X3, 3D100)
- Opérations (11HXC, 13NX, 1A9XX)
- Officiers 13SX au plus tard le 9 février 2013

ou 

B) pour les aéronefs à charge nucléaire : personnel navigant certifié nucléaire, techniciens de maintenance des aéronefs, techniciens de maintenance des munitions, communications de l'équipage de combat, contrôleurs certifiés nucléaires et forces de sécurité exerçant des fonctions de garde.

## Apparence

Ruban avec une feuilles de chêne

La médaille est ronde et faite d'un métal doré. Un graphique sur la médaille représente la mission principale du personnel, la capacité nucléaire. La médaille est de couleur or pour représenter l'héritage de la mission de dissuasion nucléaire stratégique des États-Unis. La médaille est suspendue à un ruban bleu avec des bandes rouges, vertes et dorées. Le bleu représente la "domination nucléaire du ciel", le rouge la "puissance et la passion" de la dissuasion nucléaire, le vert la Terre et la capacité globale, et l'or le personnel participant, "la richesse de notre entreprise nucléaire"feuilles de chêne.
Les récompenses ultérieures de la médaille sont reconnues par des feuilles de chêne. La médaille "N" ne peut être décernée qu'une seule foisfeuilles de chêne.

## Source
- (en) Cet article est partiellement ou en totalité issu de l’article de Wikipédia en anglais intitulé « Nuclear Deterrence Operations Service Medal » (voir la liste des auteurs).